# Disophrys pedalis
Disophrys pedalis är en stekelart som beskrevs av Charles Thomas Brues 1924. Disophrys pedalis ingår i släktet Disophrys och familjen bracksteklar. Inga underarter finns listade i Catalogue of Life.